# Nikky Smedley
Nicola Jane Smedley (født 20. oktober 1962 i Solihull) bedre kendt sin kaldenavn Nikky Smedley, er en engelsk skuespiller og danser. Hun er mest kendt for at spille den gule teletubbi Laa Laa fra Teletubbies.